# 维斯凯尔
维斯凯尔（法語：Visker）是法国上比利牛斯省的一个市镇，位于该省中西部，属于塔布区。该市镇总面积4.16平方公里，2009年时的人口为328人。

## 人口
维斯凯尔人口变化图示